# Даунінг (Вісконсин)
Даунінг (англ. Downing) — селище (англ. village) в США, в окрузі Данн штату Вісконсин. Населення — 234 особи (2020).

## Географія
Даунінг розташований за координатами 45°2′59″ пн. ш. 92°7′28″ зх. д. / 45.04972° пн. ш. 92.12444° зх. д. (45.049763, -92.124328).  За даними Бюро перепису населення США в 2010 році селище мало площу 7,68 км², уся площа — суходіл.

## Демографія
Згідно з переписом 2010 року, у селищі мешкало 265 осіб у 97 домогосподарствах у складі 73 родин. Густота населення становила 35 осіб/км².  Було 108 помешкань (14/км²).
Расовий склад населення:
| - 99,2 % — білих - 0,4 % — корінних американців |

До двох чи більше рас належало 0,0 %. Частка іспаномовних становила 0,4 % від усіх жителів.
За віковим діапазоном населення розподілялося таким чином: 28,3 % — особи молодші 18 років, 60,0 % — особи у віці 18—64 років, 11,7 % — особи у віці 65 років та старші. Медіана віку мешканця становила 37,3 року. На 100 осіб жіночої статі у селищі припадало 99,2 чоловіків;  на 100 жінок у віці від 18 років та старших — 108,8 чоловіків також старших 18 років.
Середній дохід на одне домашнє господарство  становив 62 788 доларів США (медіана — 54 063), а середній дохід на одну сім'ю — 66 098 доларів (медіана — 62 500). За межею бідності перебувало 6,7 % осіб, у тому числі 0,0 % дітей у віці до 18 років та 6,7 % осіб у віці 65 років та старших.
Цивільне працевлаштоване населення становило 162 особи. Основні галузі зайнятості: виробництво — 24,7 %, оптова торгівля — 22,8 %, освіта, охорона здоров'я та соціальна допомога — 13,6 %, мистецтво, розваги та відпочинок — 11,1 %.